# Broken Youth
「Broken Youth」（ブロークン・ユース）は、NICO Touches the Wallsの楽曲。同グループ3枚目のシングルとして2008年8月13日にキューンレコードから発売された。

## 概要
前作より約2ヶ月ぶりという短期間でのリリース。アルバム『Who are you?』先行シングル。本曲は、テレビアニメ『NARUTO -ナルト- 疾風伝』の6代目エンディングテーマに起用されたバンドの中でも歴史のある曲で、『runova x handover』の頃から存在している。アニメタイアップに関して光村は「この曲だからOKした。他の曲だと（アニメタイアップに）合わないし、合わせるつもりもない。この曲を選んで頂いて光栄だ」と自身のブログで語っている。この曲でテレビ朝日系『ミュージックステーション』初出演。他にも地上波音楽番組に多く出演した。初回限定：『NARUTO -ナルト- 疾風伝』描き下ろしクリアステッカー封入
シングルは初回限定盤（KSCL-1291）と通常盤（KSCL-1293）の2種リリースで、初回限定盤には『NARUTO -ナルト- 疾風伝』の描き下ろしクリアステッカーが封入されている。
シングルの3曲目「GUERNICA」は、「NICO初期の四天王」のうちの一曲。この曲が音源化されたことにより、四天王はすべて世に出たことになる。

## 収録曲
| 全作詞・作曲: 光村龍哉、全編曲: NICO Touches the Walls・岡野ハジメ。 | |          |            |      |
| #                                                                    | タイトル | 作詞     | 作曲・編曲 | 時間 |
| 1.                                                                   | 「Broken Youth」(テレビ東京系アニメ『NARUTO -ナルト- 疾風伝』6代目エンディングテーマ/テレビ東京系『JAPAN COUNTDOWN』2008年8月度オープニングテーマ) | 光村龍哉 | 光村龍哉   | 4:54 |
| 2.                                                                   | 「夏の雪」 | 光村龍哉 | 光村龍哉   | 4:50 |
| 3.                                                                   | 「GUERNICA」 | 光村龍哉 | 光村龍哉   | 9:46 |
| 合計時間:                                                            | 合計時間: | 19:29    |            |      |

## 収録アルバム
| 曲名         | アルバム         | 発売日        | 備考                  |
| ------------ | ---------------- | ------------- | --------------------- |
| Broken Youth | 『Who are you?』 | 2008年9月24日 | 1stオリジナルアルバム |